# Przecław

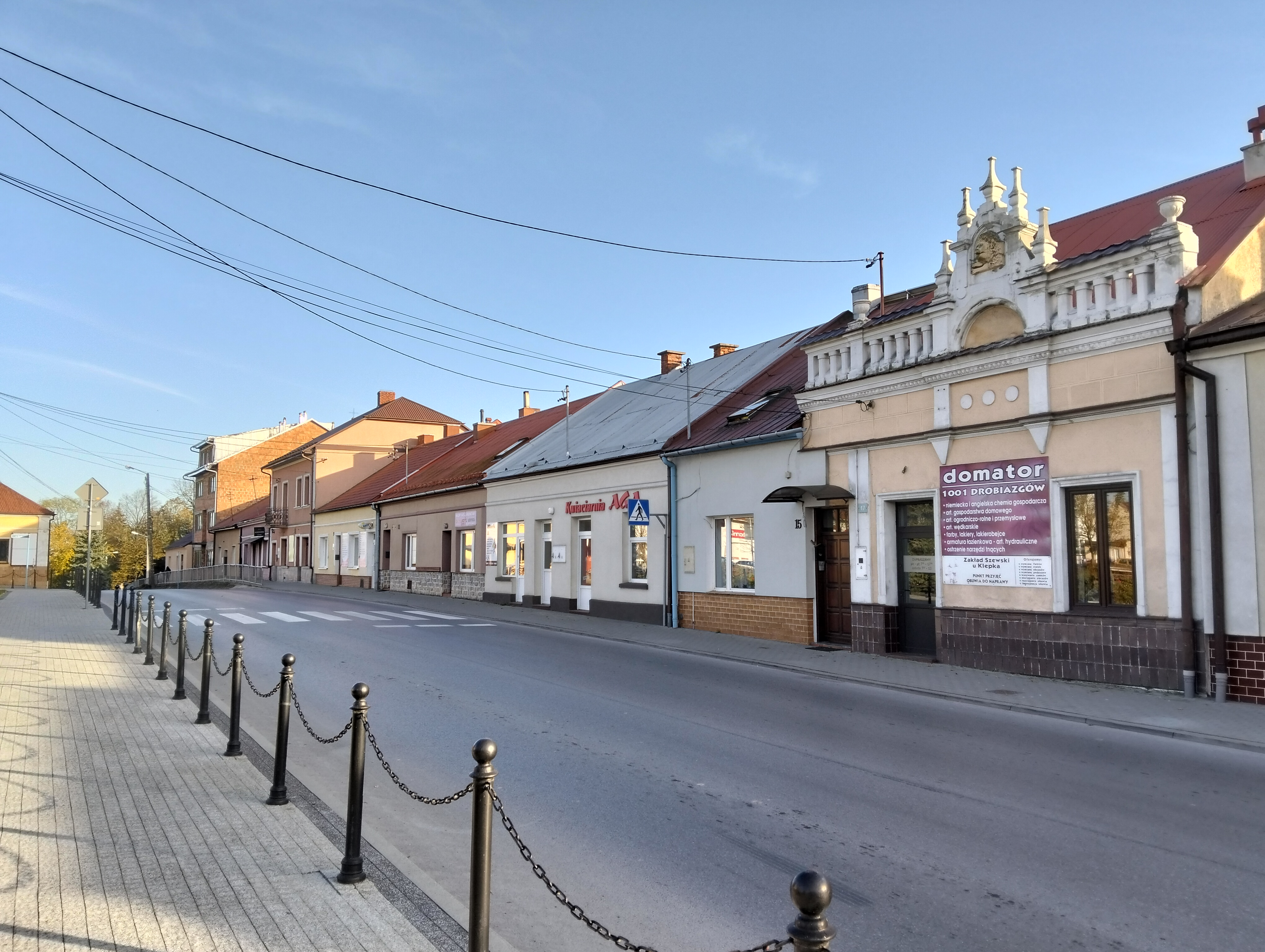
Fragment Rynku

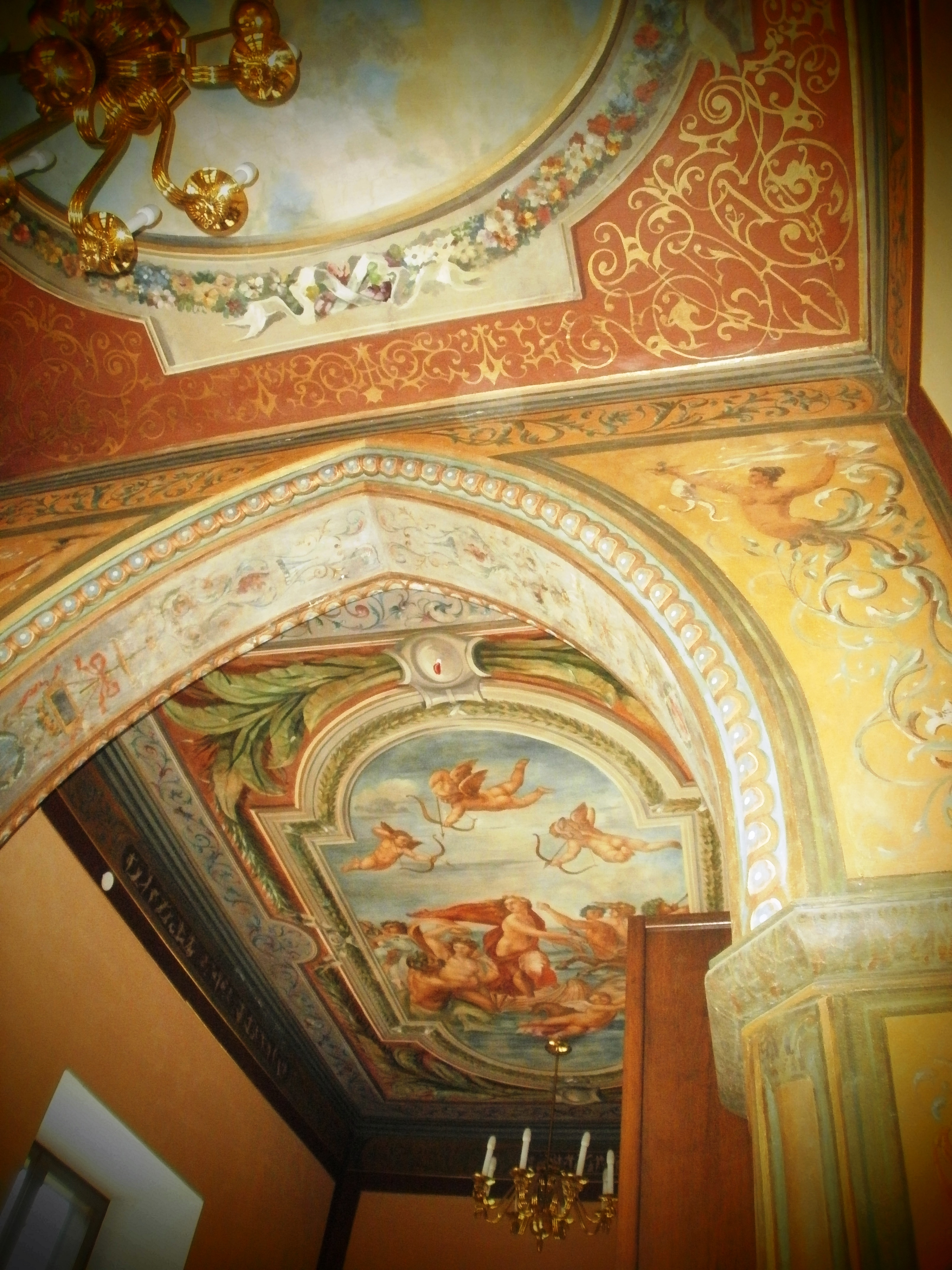
Kopia Triumfu Galatei Rafaela na suficie Komnaty Muzycznej (zwanej także Komnatą Pompejańską)

Przecław – miasto w Polsce położone w województwie podkarpackim, w powiecie mieleckim, w gminie Przecław; siedziba gminy Przecław, na lewym brzegu Wisłoki. Przez miasto, pomiędzy wzgórzami na których stoi zamek i kościół parafialny, przepływa potok o nazwie Słowik wpadający do Wisłoki.
W odległości ok. 2 km na wschód od miasta przebiega droga wojewódzka nr 985 i linia kolejowa nr 25 z przystankiem Tuszyma. Do niedawna linia kolejowa była w złym stanie i w latach 2009-2021 obsługiwała tylko ruch towarowy. Odległości drogowe od najbliższych miast to 16 km od Mielca i 20 km od Dębicy.
W Przecławiu działa rzymskokatolicka parafia Wniebowzięcia Najświętszej Maryi Panny należąca do dekanatu Mielec Południe w diecezji tarnowskiej.
Przecław leży w historycznej Małopolsce, w ziemi sandomierskiej. Prywatne miasto szlacheckie lokowane w 1419 roku, położone było w drugiej połowie XVI wieku w powiecie pilzneńskim w województwie sandomierskim. W latach 1975–1998 miejscowość położona była w województwie rzeszowskim.
Według danych GUS z 1 stycznia 2024 r. miasto liczyło 1820 mieszkańców, będąc 46. najludniejszym miastem w województwie.

## Nazwa
Nazwę miejscowości w zlatynizowanej staropolskiej formie Przeczslaw wymienia w latach (1470–1480) Jan Długosz w księdze Liber beneficiorum dioecesis Cracoviensis.

## Historia
Najstarsza znana wzmianka o Przecławiu pochodzi z 1258. Wówczas istniał już w Przecławiu kościół. Najstarsza pisana wzmianka o osadzie zwanej Przedzlaw pochodzi z 1419.
W wiekach XV–XVI Przecław należał do rodziny Ligęzów. Kolejnymi właścicielami byli Krupkowie–Przecławscy.
Przecław utracił prawa miejskie w 1919. 28 lipca 2009 Rada Ministrów zadecydowała o ponownym przyznaniu Przecławiowi praw miejskich od 1 stycznia 2010.
W 1910 na terenie parku zamkowego odkryto grób, którego powstanie szacuje się na czasy rzymskie.

## Pałac w Przecławiu
Dokładnej daty budowy obiektu nie udało się ustalić do dziś. Wiadomo, że pierwotnie był on drewniany i znajdował się w rękach Ligęzów do 1578. Następnie przeszedł w posiadanie rodziny Koniecpolskich. Na miejscu drewnianego dworu Andrzej Koniecpolski wzniósł murowany, piętrowy oraz podpiwniczony pałac, który do dziś pełni rolę korpusu zamku przecławskiego.
Obecnie w budynku pałacu znajduje się restauracja i hotel. Obiekt częściowo jest też udostępniony do zwiedzania.

## Demografia

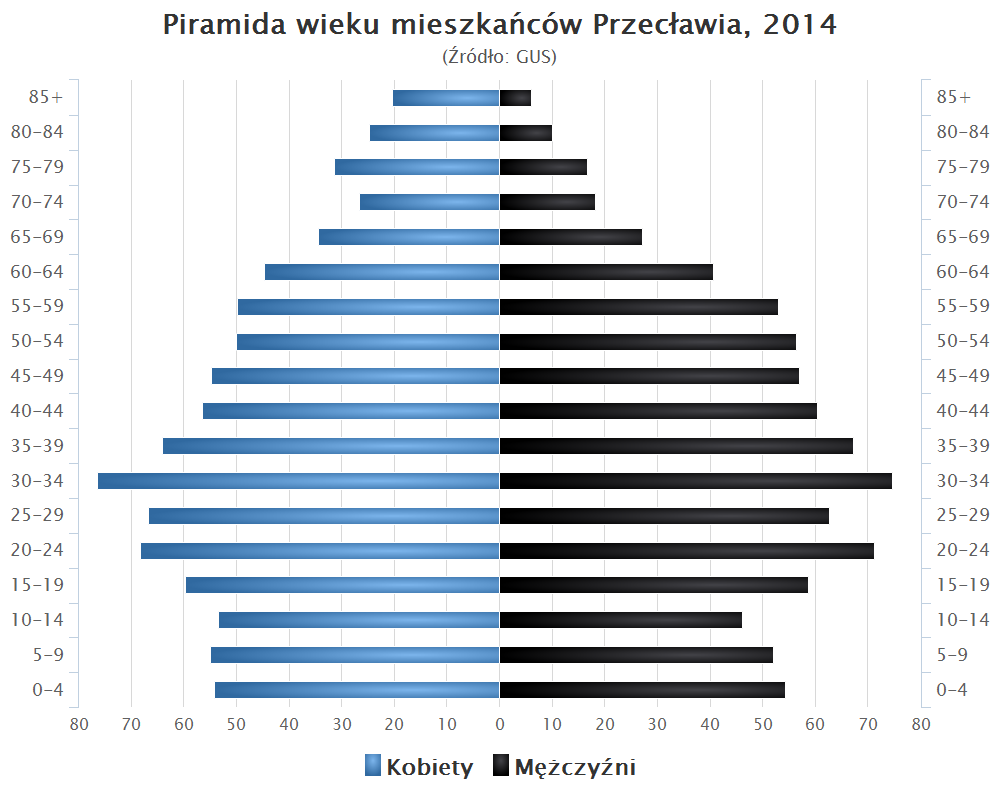
Piramida wieku mieszkańców Przecławia w 2014 roku